# Luc Schaedler
Pour les articles homonymes, voir Schaedler.
Luc Schaedler, né le 24 avril 1963 à Zurich, est un anthropologue et réalisateur et producteur suisse de cinéma documentaire, spécialiste de la Chine et du Tibet.

## Biographie
En 1983, Luc Schaedler est diplômé  du gymnase Kantonsschule Hohe Promenade à Zurich.
De 1983 à 1986, il travaille comme journaliste pour Radio LoRa (de), une station de radio locale alternative de Zurich. Il s'engage dans des mouvements politiques locaux et séjourne à plusieurs reprises aux États-Unis et au Royaume-Uni.
À partir de 1988, il voyage en Inde, en Chine et au Japon. Il se rend au Tibet pour la première fois en 1989.
De 1986 à 2002, il s'implique, en tant que programmateur et projectionniste, dans l'aventure du cinéma Xenix à Zurich, une salle promouvant un cinéma politique non officiel et indépendant,.
Il fait des études d’ethnologie culturelle, de cinéma et d'histoire sociale à l’université de Zurich : licence d'ethnologie en 1997, maîtrise en anthropologie visuelle (avec le documentaire Made in Hong Kong comme thèse), thèse de doctorat en 2007 (titre : Angry Monk: Reflections on Tibet: Literary, Historical, and Oral Sources for a Documentary Film),.
En 1997, il réalise son premier documentaire Made in Hong Kong.
À partir de 1998, il enseigne l'anthropologie visuelle au musée ethnographique de l'Université de Zurich,.
En 2001, il fonde sa propre société de production go between films gmbh.
Il est cofondateur, en 2002, du festival cinématographique Regard Bleu au musée ethnographique de l'Université de Zurich.
En 2005, il réalise  Angry Monk - Réflexions sur le Tibet, documentaire consacré à la vie de Gendun Choephel, un moine bouddhiste tibétain rebelle au début des années 1900 qui a remis en question le climat religieux conservateur de son pays et ses attitudes politiques insulaires. Se présentant comme des « touristes fous de vidéo », Schaedler, un cadreur et un traducteur, ont traversé le Tibet sans autorisation officielle, mais sous la surveillance de fonctionnaires chinois. Le film, qui ne comporte pas d'interview du dalaï-lama, est comme Schaedler, favorable à un Tibet libre,. 
En 2013, il réalise Watermarks - Trois Lettres de Chine.
En 2018, il réalise way-home-2018/ A Long Way Home.

## Filmographie
- Cantone Louis (documentaire), 1996[13]
- Made in Hong Kong] (documentaire), 1997
- Angry Monk - Réflexions sur le Tibet (documentaire), 2005[14],[15],[16],[17] - (en) Angry Monk - Reflections on Tibet - (de) Angry Monk
- Watermarks – Trois lettres de Chine (documentaire), 2013[18],[19],[20] - (en) Watermarks – Three Letters from China] - (de) Watermarks – Drei Briefe aus China - (it) Watermarks
- A Long Way Home] (documentaire), 2018

## Publications
- (de) Projektionsfeld Westlicher Phantasien, In: Zoom (Filmzeitschrift), octobre 1994[1].
- (de) Buddhismus im Spielfilm: Westliche Okkupation, Östliche Selbstreflexion, pp. 211-224, In: Weltreligion im Film, (Joachim Valentin), Schüren Verlag, Marburg 2002,  (ISBN 3894723696)[1].
- (en) Angry Monk: Reflections on Tibet; Literary, Historical and Oral Sources for a Documentary Film, 2007 (thèse de doctorat).

## Accueil critique
Pour Norbert Creutz, journaliste au Temps, Made in Hong Kong (1997), Angry Monk - Réflexions sur le Tibet (2005) et Watermarks – Trois lettres de Chine (2013) constituent une sorte de trilogie chinoise qui offre un contrepoint intéressant à tous les films que l’on a pu voir venant de l’Empire du Milieu. Cinéaste opiniâtre doté d’une solide formation d’ethnologue, Luc Schaedler, avec une neutralité tout helvétique, aussi loin des complaisances de cinéma officiel que des jeux avec la censure du cinéma indépendant, cherche à capter toute la complexité des situations qu’il aborde, avec à la clé des documentaires peut-être peu spectaculaires mais qui proposent une image sûrement très juste et donnent à réfléchir.
Pour Pierre-Antoine Donnet, Angry Monk - Réflexions sur le Tibet (2005)  est le premier film qui ose enfin se débarrasser du romantisme de bon aloi que l’on témoigne généralement en Occident à tout ce qui a trait au Tibet pour aller plus loin et rechercher avec honnêteté et sincérité les causes de l’invasion chinoise en 1950 avec la catastrophe épouvantable qui s’ensuivit sur le Toit du monde. 
Dans Watermarks – Trois lettres de Chine (2013), Luc Schaedler donne, à travers les témoignages recueillis, un instantané des petites gens, loin des beaux discours économiques et politiques, et saisit la complexité des défis auxquels se trouve confrontée une Chine désespérément en quête de repères. Pour Norbert Creutz, Luc Schaedler a signé un film dont on mesurera sans doute tout l’intérêt dans quelques décennies, quand le développement vertigineux du pays aura achevé de transformer tout le paysage, naturel et humain.